# St. Johannes Evangelist (Niederweis)

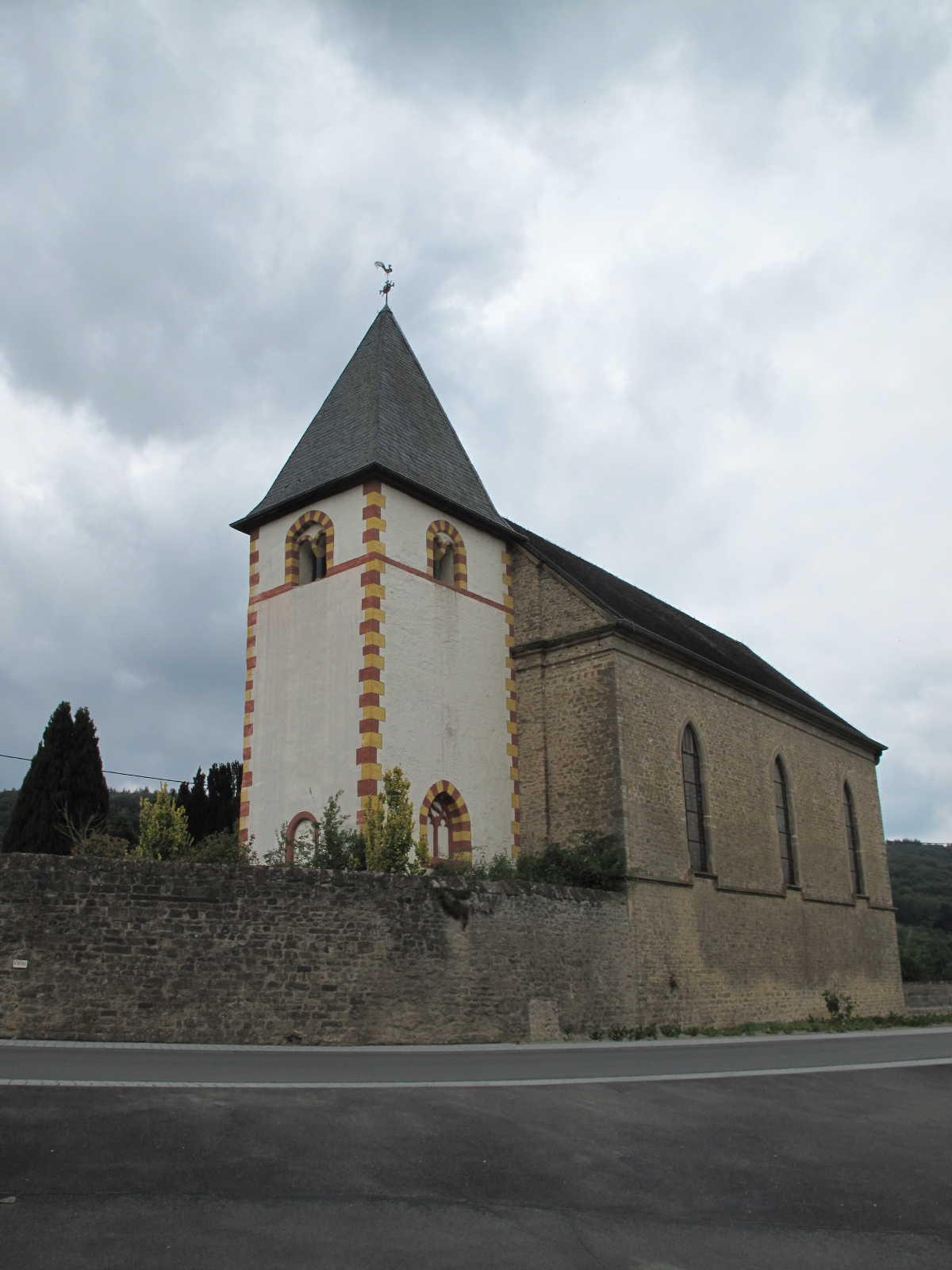
St. Johannes Evangelist zu Niederweis

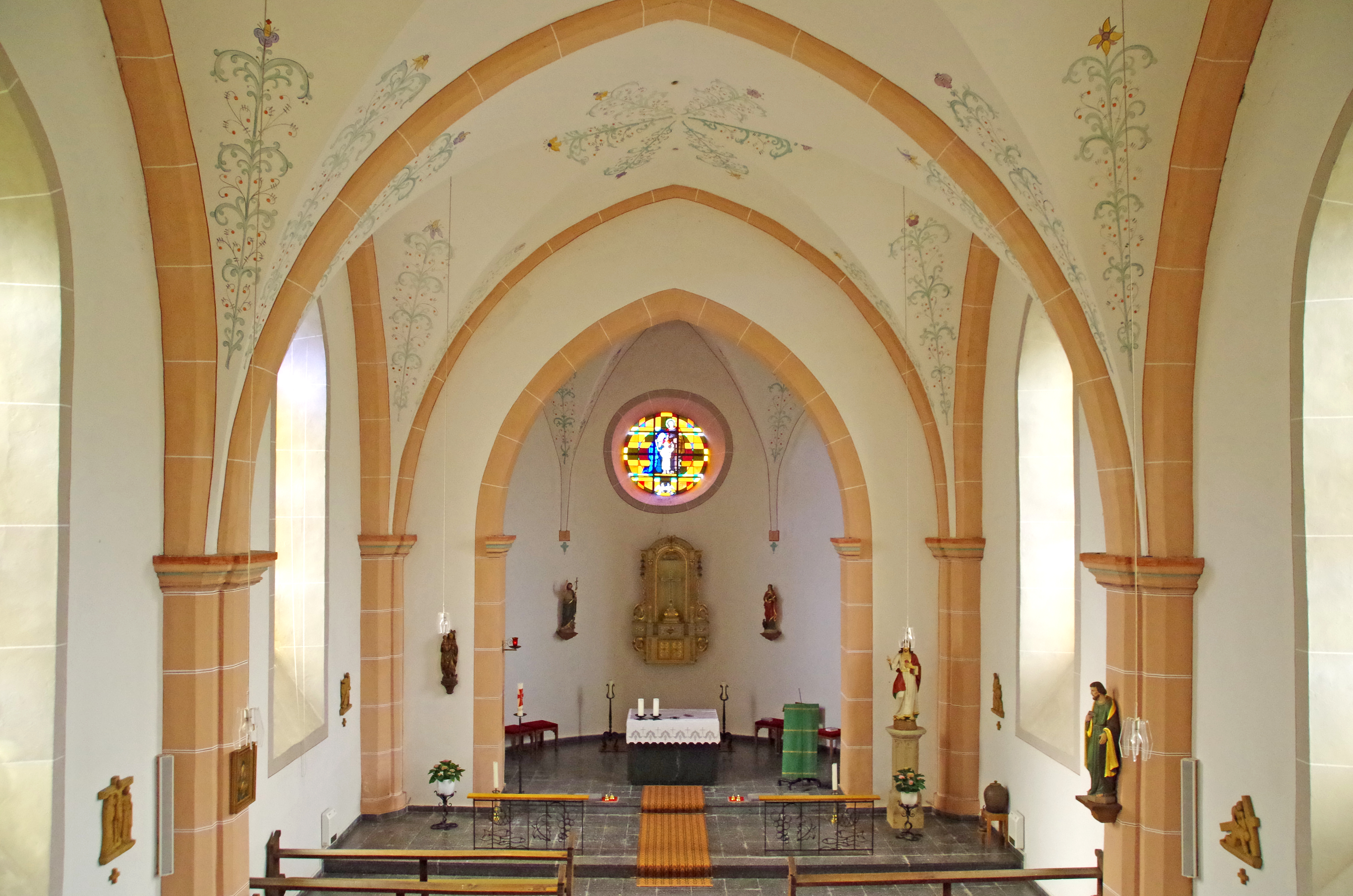
St. Johannes, Innenraum

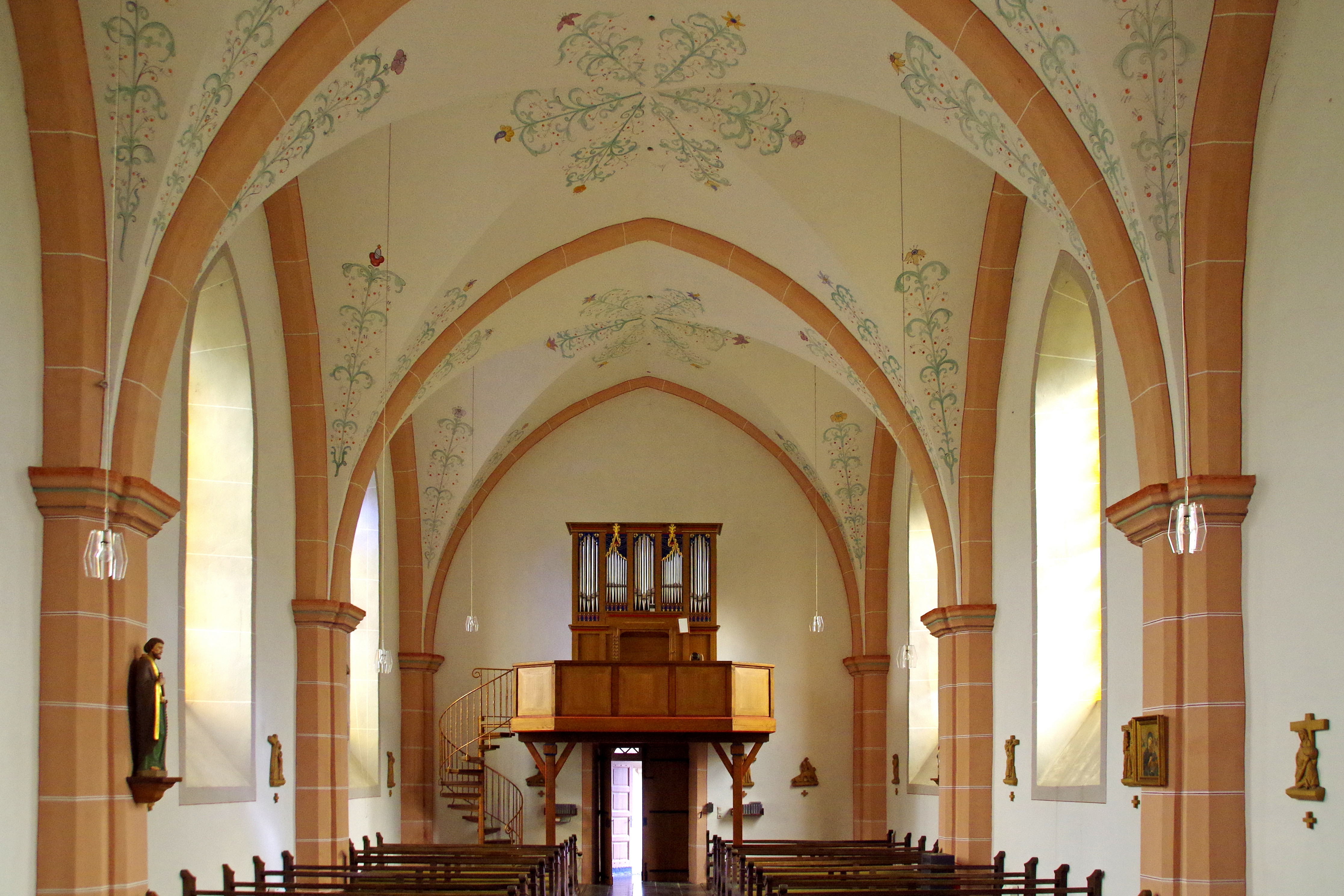
St. Johannes Evangelist, Blick zur Orgelempore

St. Johannes Evangelist  ist eine römisch-katholische Filialkirche in Niederweis (Eifelkreis Bitburg-Prüm) in Rheinland-Pfalz.

## Geschichte
Die Kapelle in Niederweis wurde 798/99 gemeinsam mit einem Gut durch Harduwin und seiner Gemahlin der Abtei Echternach geschenkt. Im 12. Jahrhundert erfolgte der Bau einer romanischen Kapelle mit Chorturm im Osten. Um 1300 wurde der Chorturm, der drei Geschosse und im Obergeschoss säulengekuppelte Rundfenster mit Architravkapitellen besitzt, eingewölbt.
Nach Niederlegung der alten Kapelle bis auf den Chorturm, wurde 1846 an diesen in Nord-Süd-Ausrichtung eine neue, größere Kirche in neogotischen Formen angebaut und so die traditionelle Ostung des Chorraums aufgegeben. Das Erdgeschoss des Turms dient seit 1896 als Eingangsvorhalle mit dem offenen (ehemaligen) Chorbogen zum Friedhof hin. 1991 wurde der alte Chorturm grundlegend restauriert und erhielt eine neue Farbfassung.
In der Turmhalle befinden sich eine Grabplatte und ein Epitaph-Fragment der Familie Cob von Nüdingen († 1671 und † 1699). Die Friedhofsmauer ist im Kern wohl noch mittelalterlich; Grabmal Clemens Wenzeslaus († 1840).

## Orgel
Die Orgel wurde um 1863 von Balthasar Schlimbach (1807–1896) gebaut. Sie stand in der Alten Sommerauer Pfarrkirche „St. Laurentius“, danach bis 1939 in der Neuen Pfarrkirche „St. Laurentius“, dem sog. Spessartdom, in Sommerau im Spessart (Bistum Würzburg). Von Sommerau gelangte sie nach Mespelbrunn im Spessart, ebenfalls zum Bistum Würzburg gehörig. Nach dem Bau der neuen Kirche in Mespelbrunn wurde sie 1976 von der Diözese Trier erworben und in ein Magazin eingelagert. Die Orgel wurde 1985 von der Trierer Firma Rudolf Oehms vorbildlich instand gesetzt, von Restaurator Herbert Schmittay farblich ausgemalt und auf einer eigens dafür errichteten Empore im Westteil der kleinen neugotischen Kirche aufgestellt. 2018 wurde das Instrument vom Orgelbauer Hubert Fasen aus Oberbettingen überholt und Änderungen an der Spiel- und Registertraktur vorgenommen.

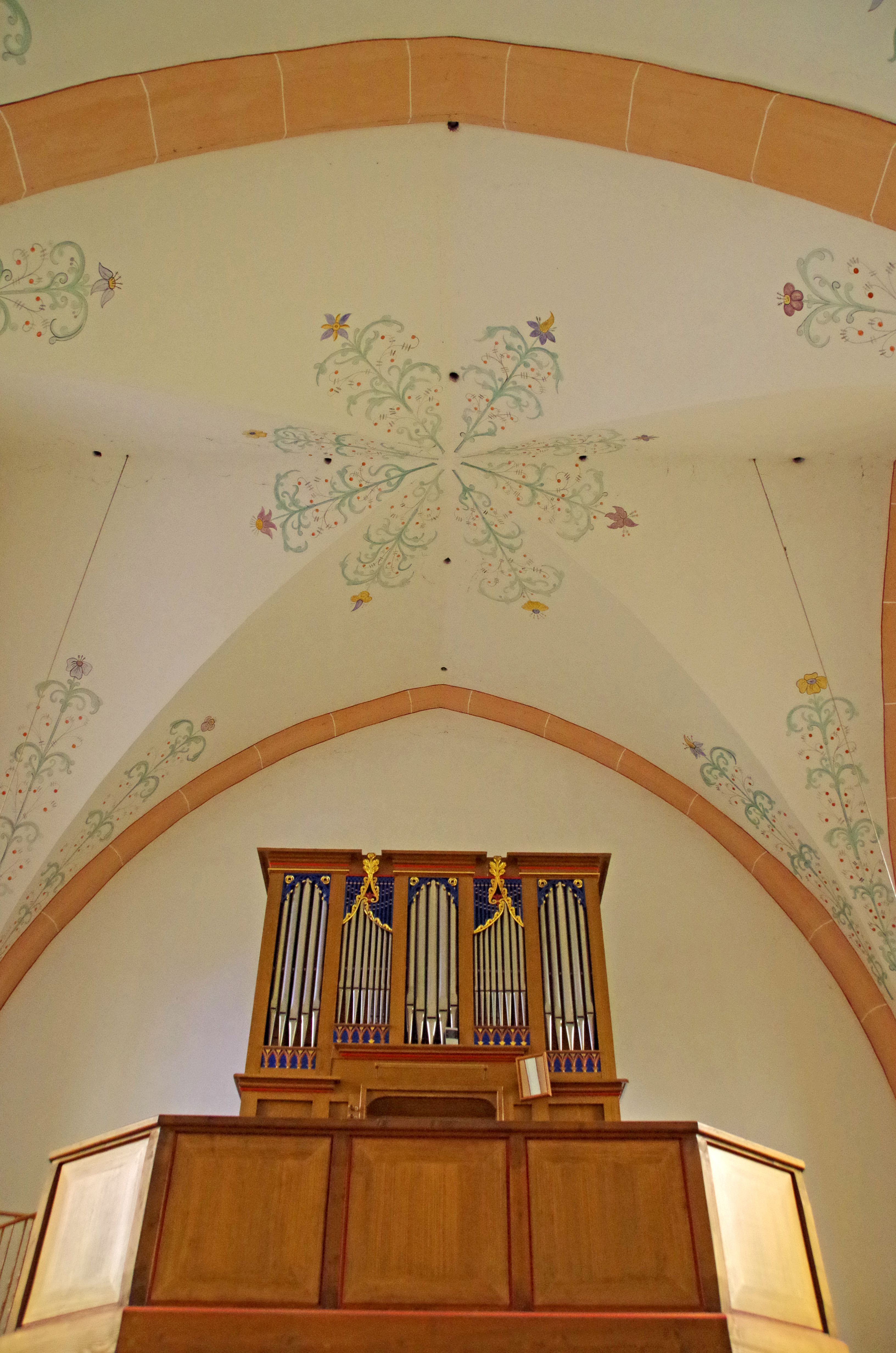
Orgelempore
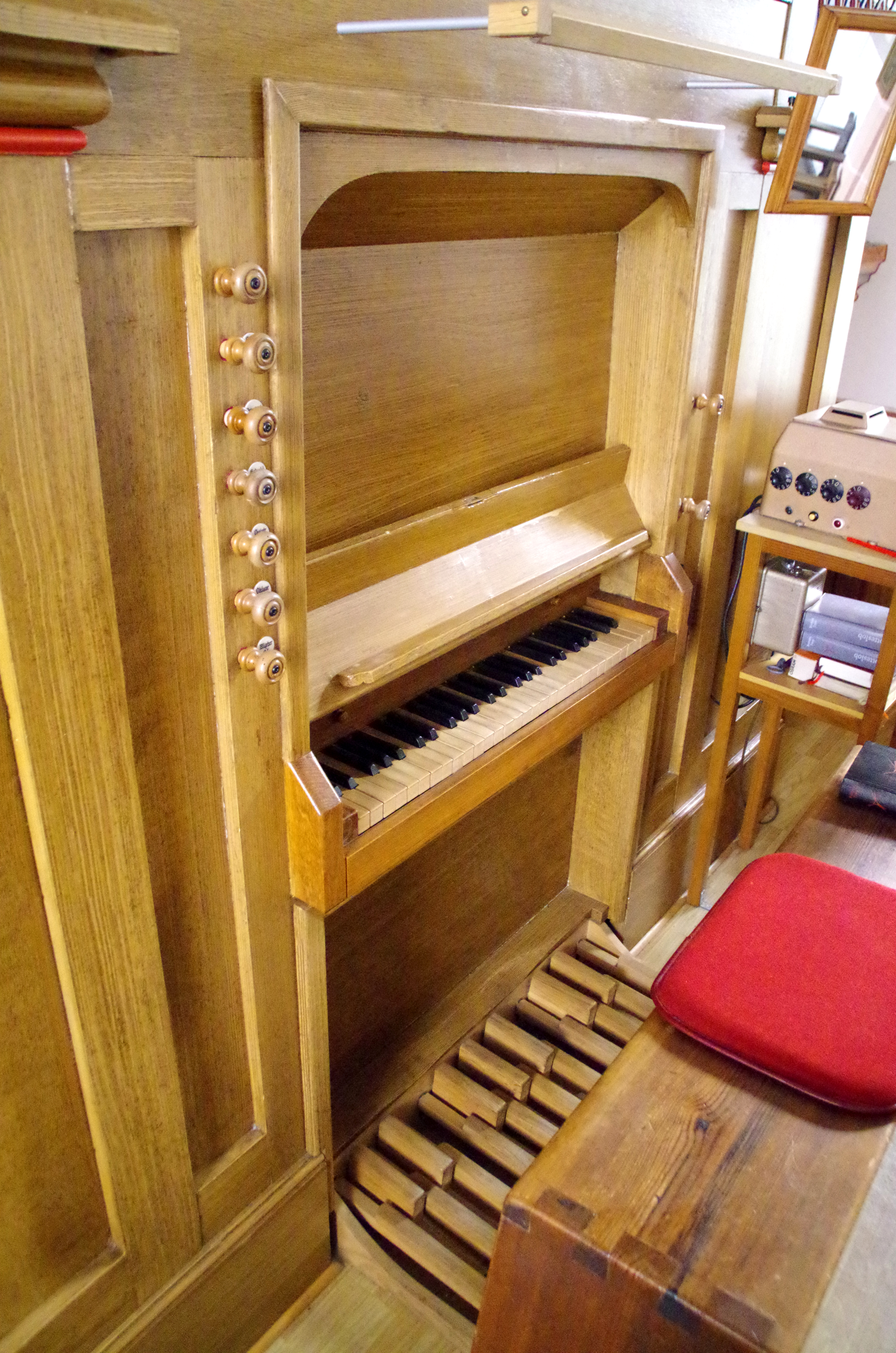
Schlimbach-Orgel
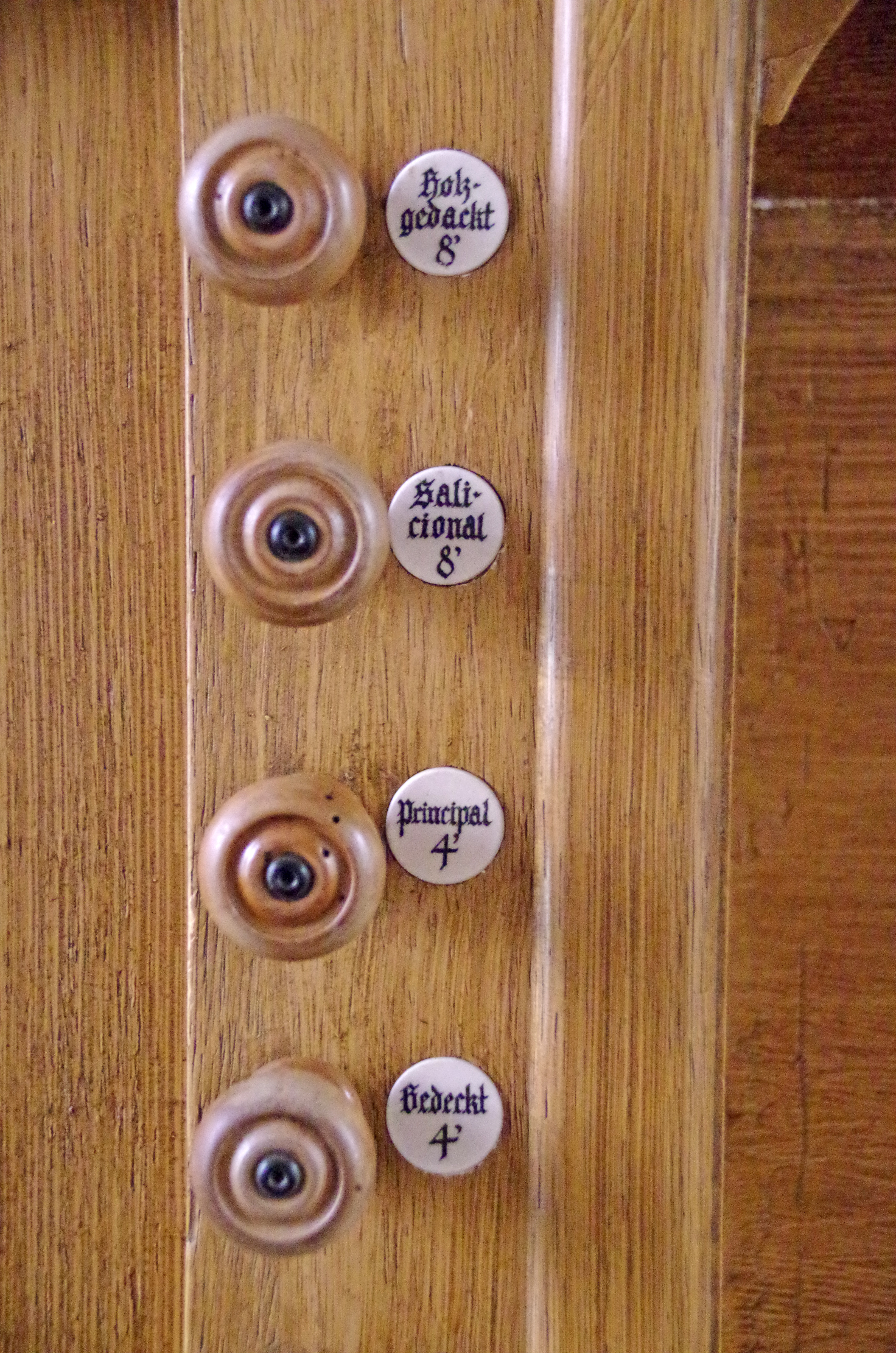
Manual-Register
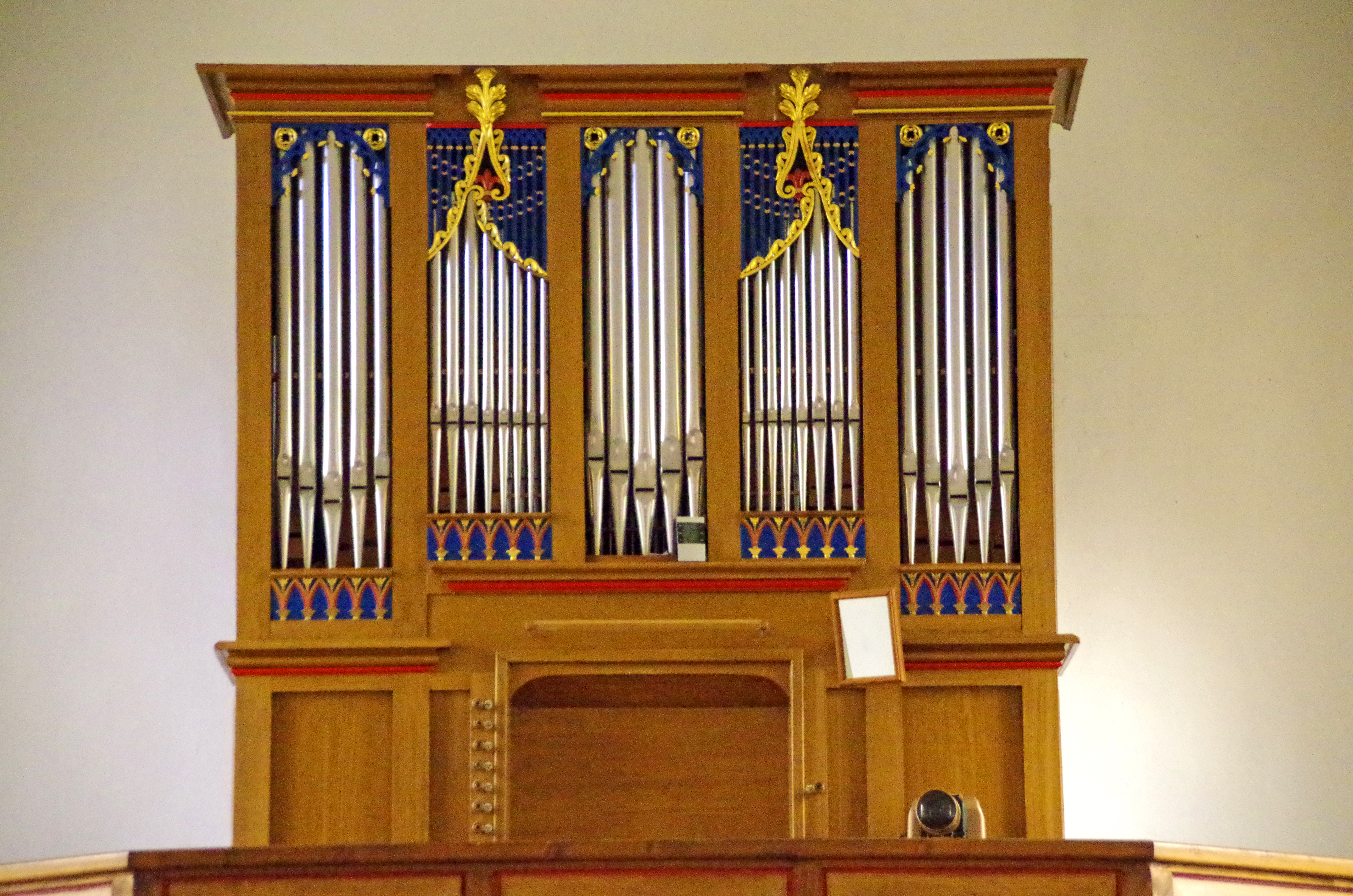
Orgelprospekt
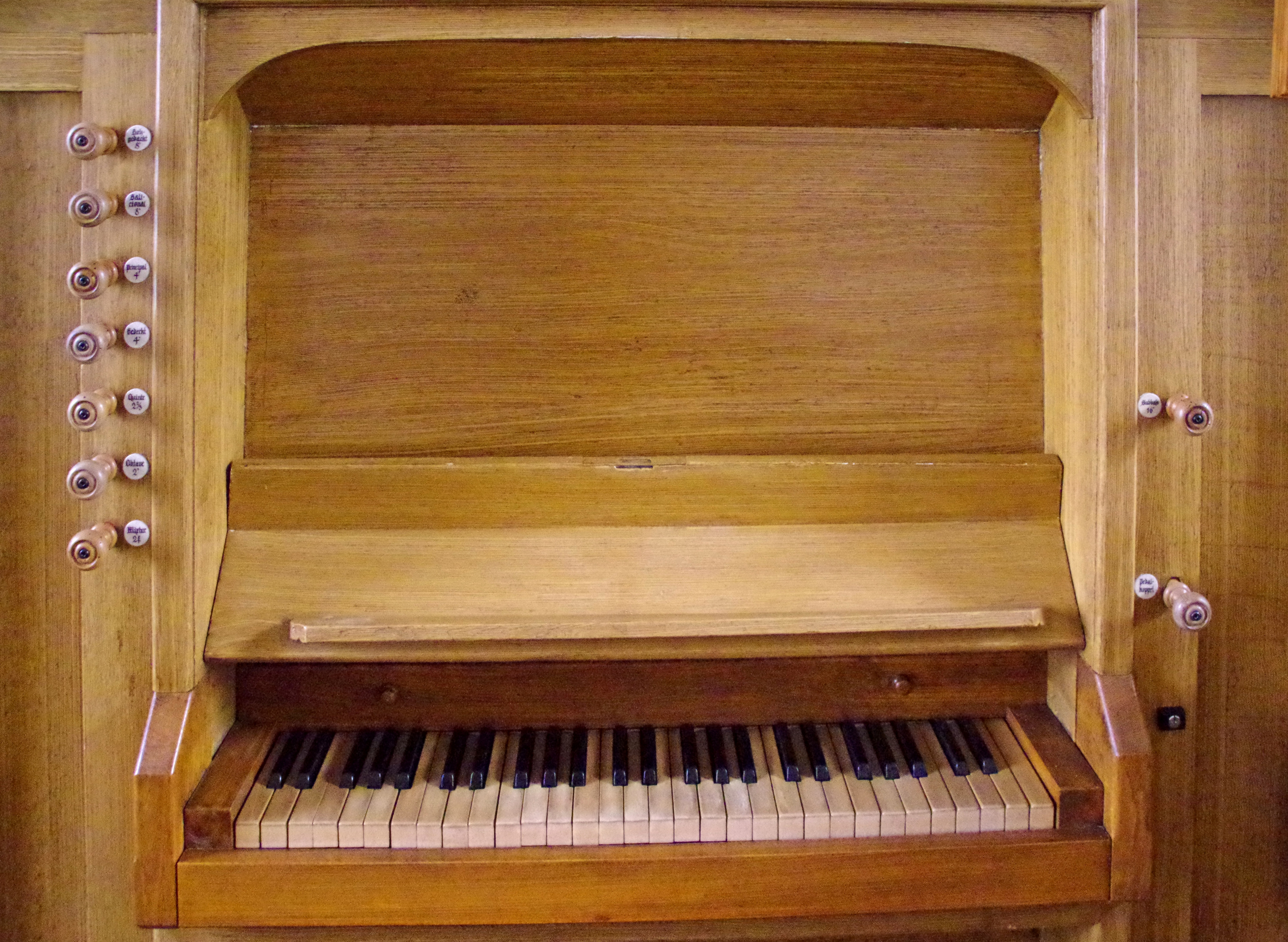
Historischer Spieltisch